# Fabian Schaad
Fabian Schaad (* 23. Januar 1992) ist ein ehemaliger Schweizer Skilangläufer.

## Werdegang
Schaad gab sein Debüt im Skilanglauf-Weltcup im Februar 2013 in Davos, wo er im Sprint Platz 59 und über 15 km Freistil Rang 76 belegte. Seine ersten und einzigen Weltcuppunkte gewann er bei seinem nächsten Weltcupeinsatz im Januar 2014 in Szklarska Poręba mit Rang 25. In der Saison 2014/15 nahm Schaad an beiden in Davos ausgetragenen Sprintwettbewerben teil und platzierte sich auf den Rängen 62 bzw. 47. Im Januar 2015 gelang ihm mit Rang neun beim Sprint in Oberwiesenthal sein erstes und einziges Top-10-Ergebnis im Skilanglauf-Alpencup.
2018 trat er vom Spitzensport zurück.

## Persönliches
Schaad ist der Bruder von Roman Schaad, der ebenfalls Skilangläufer ist.